# Truce 2
Truce 2 is het tweede studioalbum van de combinatie Markus Reuter, Fabio Trentini en Asaf Sirkis. Het is het vervolg op Truce uit 2020, dat door Vrije Geluiden werd omschreven als stevige progrock. Na dat album kwam het ensemble vast te zitten door de coronapandemie, optreden was onmogelijk etc. Het had een grote impact op de musici. Ook Truce 2 geeft muziek waarvan een groot deel terug te voeren is op King Crimson, periode Robert Fripp, Tony Levin en Pat Mastelotto. Gitaarmuren worden afgewisseld door ambientachtige structuren en zich herhalende fragmenten. Nadat de opnamen in juli 2021 in de Ritmo & Blu Studio waren afgerond, werd nog aanvullende muziek ingemixt. IO Pages maakte een vergelijking met de muziek van het trio David Torn, Mick Karn en Terry Bozzio.

## Musici
- Markus Reuter – Touch guitar, soundscapen, synthesizer
- Fabio Trentini: fretloze basgitaar, elektrisch basgitaren en staande bassen
- Asaf Sirkis – drumstel, percussie

## Muziek
Alle muziek en teksten zijn geschreven door Reuter, Trentini, Sirkis. 
| Nr. | Titel            | Duur  |
| --- | ---------------- | ----- |
| 1.  | The rake         | 8:42  |
| 2.  | Rounds of love   | 5:59  |
| 3.  | Barren           | 5:14  |
| 4.  | Melomania        | 10:19 |
| 5.  | Consolation      | 7:13  |
| 6.  | River of things  | 4:28  |
| 7.  | One cut suffices | 8:13  |